# Sparganothina volcanica
Espèce
Sparganothina volcanica est une espèce de papillons de nuit de la famille des Tortricidae.

## Répartition et habitat
Sparganothina volcanica est décrite du Costa Rica.

## Taxinomie
L'espèce Sparganothina volcanica est décrite par Bernard Landry en 2001.